# Asus ROG Ally

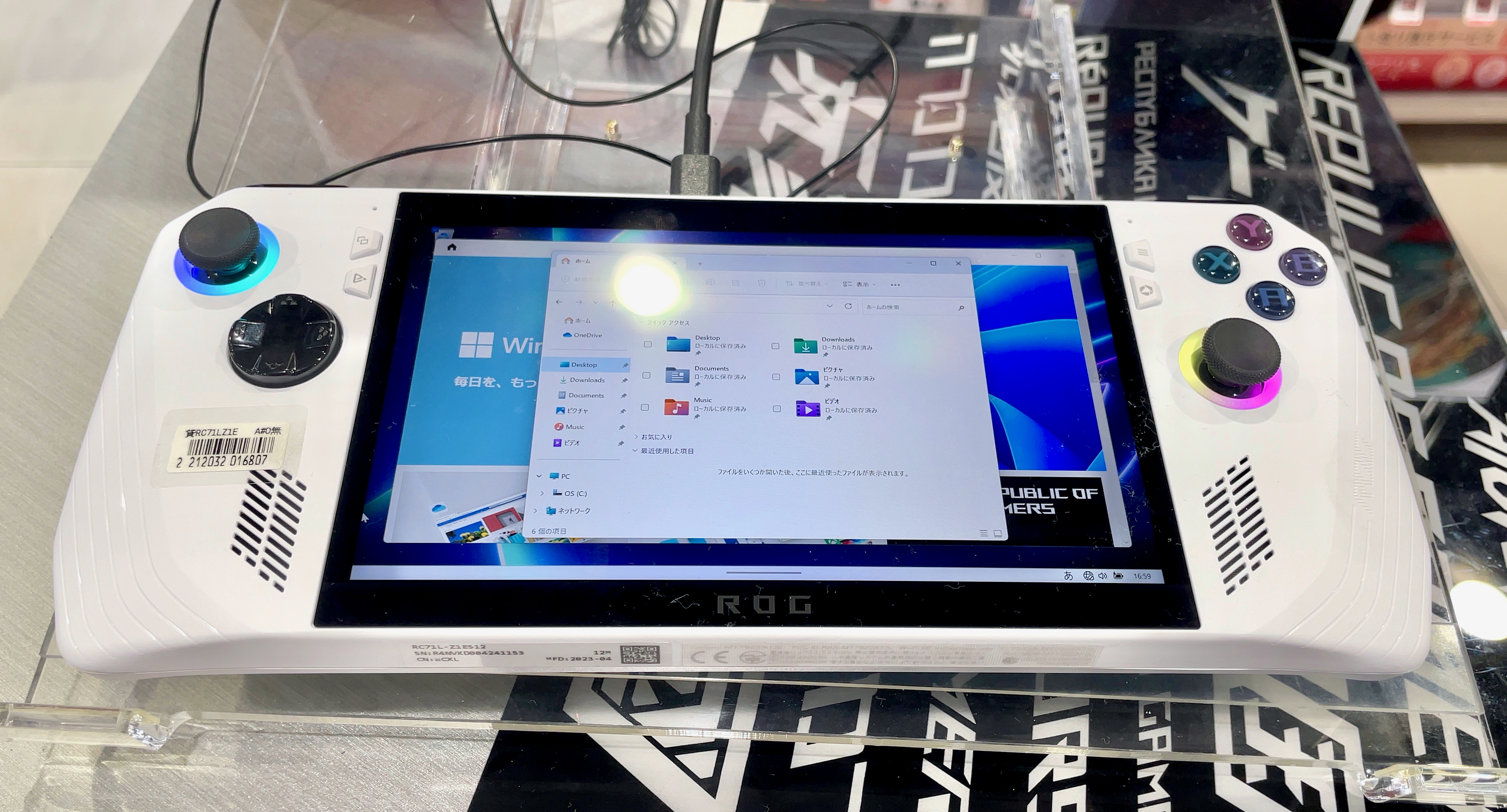
Asus ROG Ally se spuštěným systémem Windows 11

Asus ROG Ally je přenosný herní počítač vyvinutý společností Asus pod jejich značkou ROG(Republic of Gamers). a vydán dne 13. června 2023. Zařízení běží na operačním systému Windows 11. ROG Ally také umožňuje připojení k monitoru pomocí dokovací stanice.

## Obecné informace
Přístavy
- USB-C
- 3,5mm audio jack
- Port HDMI

Tlačítka a ovládací prvky
- Joysticky: Dva analogové joysticky pro ovládání postav.
- Tlačítka A, B, X, Y: Pro interakci ve hrách.
- D-pad: Pro navigaci v nabídkách a výběr možností.
- Spouštěče a nárazníky: Pro střelbu, zrychlení a další akce.
- Dotyková obrazovka: Pro ovládání rozhraní a zadávání příkazů.

Podpora služeb
- ROG ALLY je plně kompatibilní s různými platformami, jako jsou Steam, Xbox Game Pass, Epic, GOG a další.
- Uživatelé tak mohou hrát hry bez ohledu na to, kde si je koupí.

## Hardware

### Displej
Dotykový Full HD displej s úhlopříčkou 7 palců s frekvencí obnovování 120 Hz a podporou technologie FreeSync Premium, která eliminuje trhání obrazu a zpoždění na herních monitorech, noteboocích a televizorech. Nabízí několik úrovní obnovení, nízkou latenci, podporu HDR a kompenzaci nízké snímkové frekvence pro různé scénáře a preference. Tento displej poskytuje plynulou grafiku a přesné zobrazení barevného prostoru sRGB.

### Výkonnost
Hrací konzole byla vydána ve dvou konfiguracích, s procesorem AMD Ryzen Z1 a AMD Ryzen Z1 Extreme. Mají výkonné výpočetní schopnosti a podporují multitasking.
СPU
| AMD Ryzen Z1                                                            | AMD Ryze Z1 Extreme                                                          |
| ----------------------------------------------------------------------- | ---------------------------------------------------------------------------- |
| 4nm proces, 6 jader / 12 vláken, 22 MB celkové cache, boost až 4,90 GHz | 4nm proces, 8 jader / 16 vláken, 24 MB celkové mezipaměti, boost až 5,10 GHz |
| TDP: 9-30W                                                              | TDP: 9-30W                                                                   |

GPU
Podporuje DirectX 12 Ultimate. Jedná se o vyvážený čip, který poskytuje vynikající herní výkon a podporu ray tracingu.
Srovnatelně je ASUS ROG ALLY výkonem nejblíže k Nvidia GTX 1650, i když jej lze srovnávat i s Nvidia GTX 1060GTX. 
- Architektura: RDNA 3.0
- Shader bloky: 256
- Bloky textur: 16
- ROP (vykreslovací a výstupní bloky): 8
- Ray tracingová jádra: 4
- Paměť: 16 GB LPDDR5 s 64bitovým rozhraním
- Frekvence GPU: 1500 MHz, škálovatelná až na 2500 MHz
- Maximální spotřeba energie: 30 W
- Připojovací rozhraní: PCI-Express 4.0 x4

### Chladicí systém
- Dva ventilátory: Konzole je vybavena dvěma ventilátory, které spolupracují. To umožňuje účinný odvod tepla a udržuje optimální teplotu komponent.
- Technologie Fluid Dynamics[6]: Ventilátory využívají technologii fluidní dynamiky pro plynulejší otáčení a nižší hlučnost.
- Antigravitační tepelné trubice: Součástí chladicího systému jsou antigravitační tepelné trubice, které účinně přenášejí teplo z horkých komponent do chladičů.
- Prachové filtry: Aby se uvnitř konzole nehromadil prach, jsou nainstalovány prachové filtry. To pomáhá udržovat systém čistý a zlepšuje životnost komponent.

### Audio
Technologie potlačení hluku s umělou inteligencí
- Tato technologie využívá umělou inteligenci k potlačení okolního hluku v mikrofonu.[7]
- Díky ní zůstane hlas čistý, protože eliminuje nežádoucí zvuky, jako je šum klávesnice nebo klikání myši.

Certifikace Hi-Res (pro sluchátka)
- Tato certifikace zaručuje vysokou kvalitu zvuku při používání sluchátek.
- Sluchátka, která podporují Hi-Res, jsou schopna reprodukovat zvuk s frekvencí až 40 kHz nebo vyšší .

Dolby Atmos
- Dolby Atmos umožňuje tvůrcům zvuku určit různé vlastnosti jednotlivých zvuků, včetně jejich umístění, pohybu, velikosti a zaměření.[8]
- Vzniká tak trojrozměrný zvuk, který vás obklopí shora i ze všech stran.

Vestavěná soustava mikrofonů
- Vestavěná soustava mikrofonů zajišťuje ostrý a čistý zvuk při komunikaci ve hrách nebo videohovorech.

Systém 2 reproduktorů s technologií inteligentního zesilovače
- Tento systém poskytuje výkonný a kvalitní zvuk i při nízké hlasitosti.
- Technologie Smart Amplifier zabraňuje dlouhodobému poškození reproduktorů při zachování maximální hlasitosti.[9]